# Erik Nölting
Karl Wilhelm Erik August Nölting (* 20. November 1892 in Plettenberg; † 15. Juli 1953 in Haan) war ein deutscher Politiker der SPD. Er war der erste Wirtschaftsminister des Landes Nordrhein-Westfalen.

## Leben
Erik Nölting wurde am 20. November 1892 in Plettenberg als Sohn eines preußischen Gerichtsoberinspektors geboren. Er war das zweite von vier Kindern, sein jüngerer Bruder war Ernst Nölting. Er besuchte in Bielefeld das Gymnasium und nahm schon zu dieser Zeit eine kritische Haltung gegenüber dem kaiserlichen Deutschland ein. Nölting studierte anschließend in Halle (Saale), München, Berlin und Frankfurt am Main Soziologie und Nationalökonomie, hörte aber auch juristische, germanistische und theaterwissenschaftliche Vorlesungen. Er trat der Demokratischen Vereinigung bei, einer linksliberalen Abspaltung der Freisinnigen Vereinigung. Ab 1914 nahm er als Kriegsfreiwilliger am Ersten Weltkrieg teil, 1917 wurde er wegen Nachtblindheit entlassen. Er arbeitete bis 1918 als Dezernent im Wirtschaftsamt der Stadt Guben und sammelte dort Material für seine Dissertation. Im Jahre 1919 promovierte er in Frankfurt am Main bei Franz Oppenheimer zum Doktor der Staatswissenschaften. Ab Frühjahr 1920 lehrte er an der Fürst Leopold-Akademie für Verwaltungswissenschaften in Detmold, an der Leibniz-Akademie Hannover und seit 1923 an der Akademie der Arbeit in Frankfurt am Main.
Bereits 1921 schloss sich Nölting der Sozialdemokratischen Partei Deutschlands (SPD) an; 1925 nahm er am Heidelberger Parteitag teil und wurde 1928 in den Preußischen Landtag gewählt. Nölting trat stets als Wirtschaftsfachmann, weniger als Parteifunktionär hervor. Nachdem er sich noch im Februar 1933 im niederländischen Sender Hilversum als Gegner des Nationalsozialismus bezeichnet hatte, wurde ihm sein Professorenamt entzogen und er wurde mit einem Aufenthaltsverbot für Frankfurt am Main und Bielefeld belegt. Er zog nach Berlin und später nach Medebach. Während dieser Zeit versuchte er sich mit schriftstellerischen Arbeiten, die er teils unter Pseudonymen, teils unter seinem richtigen Namen veröffentlichte, über Wasser zu halten, war jedoch auf die Unterstützung von Freunden angewiesen. 1940 wurde er aus der Reichsschrifttumskammer ausgeschlossen.
Nach Kriegsende versuchte er wieder eine Anstellung in Frankfurt am Main zu finden, seine Bewerbung ging aber verloren. Fritz Fries, der ihn aus dem preußischen Landtag kannte, stellte ihn im Juni und Juli 1945 bei der Bezirksregierung Arnsberg ein, im September 1945 wurde Nölting zum Generalreferenten für Wirtschaft bei der westfälischen Provinzialregierung in Münster ernannt. Am 29. August 1946 wurde er nordrhein-westfälischer Wirtschaftsminister. In dieser Eigenschaft bemühte er sich besonders um ein Ende der Demontagen.
Bei den ersten Landtagswahlen 1947 wurde er zum Abgeordneten gewählt, ebenso bei der ersten Bundestagswahl 1949, bei der er den Wahlkreis Iserlohn-Stadt und -Land direkt gewann. Beide Mandate behielt er bis zu seinem Tod. Nach der Regierungsneubildung in Nordrhein-Westfalen 1950 legte er sein Ministeramt nieder und engagierte sich wieder stärker publizistisch. Zum Wintersemester 1950/51 übernahm er die Leitung der Abteilung Wirtschaft der Sozialakademie Dortmund, deren Gründung er unterstützt hatte.
Nölting war Delegierter in der Parlamentarischen Versammlung des Europarates und hat den Ausschüssen des Bundestages für Wirtschaftspolitik, für ERP-Fragen und dem Ausschuss gemäß Art. 15 des Grundgesetzes (Vergesellschaftung von Grund und Boden) angehört. Von 1950 bis 1953 war er an der Sozialakademie Dortmund tätig.
Erik Nölting starb am Abend des 15. Juli 1953 während einer Wahlkampfveranstaltung zum 2. Deutschen Bundestag in Haan an den Folgen eines Schlaganfalls. Sein Nachrücker in den Bundestag war für die wenigen Wochen bis zur Wahl Franz Heinen.

## Ehrung
Nach Nölting wurden in Kamen und Düsseldorf Straßen benannt. Außerdem wurde in Hattingen eine Grundschule nach ihm benannt, weil er sich erfolgreich gegen die Demontage der Henrichshütte eingesetzt hatte.